# Henri Bouquet

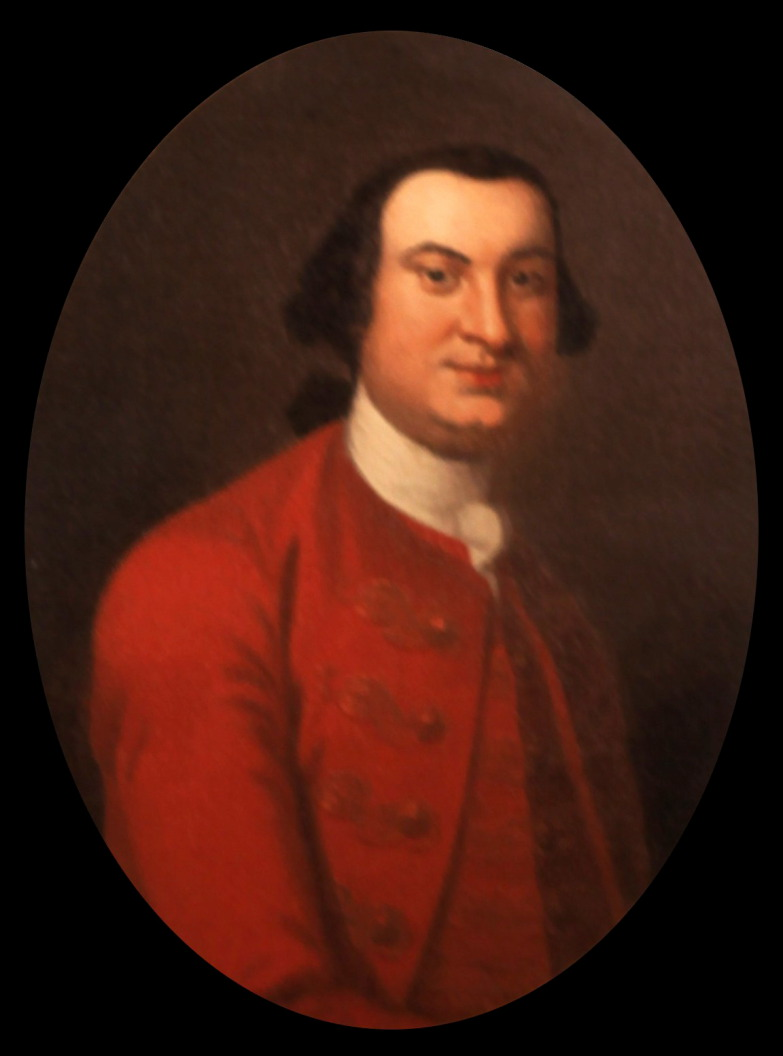
Colonel Henri Bouquet, um 1759

Henri Louis Bouquet (* 1719 in Rolle, Schweiz; † 2. September 1765 in Pensacola, Westflorida (heutiges Florida)), bei den Briten bekannt als Henry Bouquet, war ein Schweizer Söldner in Diensten der Niederlande, des Königreiches Sardinien und der britischen Krone. Bekannt wurde er vor allem für seinen Kolonialeinsatz in Nordamerika.

## Leben

### Jugend
Bouquet wuchs in Rolle, im Schweizer Kanton Waadt, als Sohn eines Gastwirtes und Händlers auf. Wegen der schlechten Verdienstmöglichkeiten auf dem Land entschloss sich Bouquet, Kriegsdienst zu leisten. Dies tat er in den Niederlanden, auf Sardinien und wieder in den Niederlanden.

### Kriegsdienst in Nordamerika
Während des Siebenjährigen Kriegs trat Bouquet 1756 in Nordamerika als Oberstleutnant das Amt eines Inspektors der britischen Forts an. Bouquet war unter anderem am Aufbau des Royal American Regiments und am Aufbau von Fort Pitt – der heutigen Stadt Pittsburgh – beteiligt.
Bouquet gewann bald guten Kontakt zu Cherokee-Indianern, die mit den Briten verbündet waren. Von ihnen übernahm er Teile ihrer Art, in den Wäldern zu kämpfen und integrierte sie in die britische Kampfweise. Er reorganisierte seine bisher, nach den Prinzipien der Lineartaktik, im geschlossenen Verband fechtenden Kompanien in Trupps aus Einzelkämpfern, die auf das Plänklergefecht spezialisiert waren.
1762 begannen sich verschiedene Indianerstämme, unter der Führung von Pontiac, gegen die sich ausbreitenden Briten zu erheben (Pontiac-Aufstand). Sie eroberten verschiedene Forts. Ab dem 22. Juni 1763 belagerten Pontiacs Krieger auch Fort Pitt. Henri Bouquet eilte mit seinen Royal Americans dem Fort zu Hilfe. Nach einem Gewaltmarsch wurden die völlig erschöpften Briten am 5. August in der Nähe des Aussenpostens Bushy Run von Pontiacs Kriegern angegriffen. Die Briten gerieten zu Beginn des Gefechts arg in Nöte, konnten die Indianer dann aber dank eines fingierten Rückzuges in die Falle locken und besiegen. Am 20. August trafen Bouquet und seine Männer in Fort Pitt ein.
Nach dem Sieg verübten die Briten ein Blutbad an den Besiegten und nahmen deren Skalps. Bouquet überlegte gar, mit Pocken verseuchte Decken an die Indianer zu verteilen, verwarf diesen Gedanken letztlich aus Angst, seine eigenen Männer zu infizieren. Für seine Führungsleistung im Gefecht wurde Bouquet in den höchsten Tönen gelobt. Viele bedeutende Häuptlinge hatten beim Gefecht ihr Leben verloren; der Aufstand der Indianer war gebrochen und das Hinterland für die Besiedlung durch die Weißen frei. Bouquet selbst stieß bis über den Ohio River nach Westen vor und verhandelte dort mit den aufständischen Indianern. Mit Tricks, Drohungen, Versprechen und Hinhalten gelang ihm letztlich auch hier ein glänzender Erfolg. Das Ergebnis der Verhandlungen ging als Friede von Muskingum in die Geschichte ein.

### Lebensende
Sein militärisches wie diplomatisches Können brachten Bouquet großen Respekt ein. Er wurde Ehrenbürger dutzender Städte an der Atlantikküste. Die Bouquet entstandenen Kosten ersetzten die Briten allerdings nur unzulänglich. Nicht zuletzt deshalb wollte er den Militärdienst quittieren. Ein Angebot, unter Beförderung zum Brigadegeneral, das Gouverneursamt in Westflorida anzutreten, bewog ihn zum Umdenken. Doch starb er, nur eine Woche nach seinem Eintreffen in Florida, an Gelbfieber.